# Поарта Салажулуј (Салаж)
Поарта Салажулуј (рум. Poarta Sălajului) насеље је у Румунији у округу Салаж у општини Романаши. Oпштина се налази на надморској висини од 272 m.

## Становништво
Према подацима из 2002. године у насељу је живело 433 становника.

### Попис2002.
| Расподела становништва по националности 2002.‍ | Расподела становништва по националности 2002.‍ | Расподела становништва по националности 2002.‍ | Расподела становништва по националности 2002.‍ | Расподела становништва по националности 2002.‍ |
| --------------------------------------------- | --------------------------------------------- | --------------------------------------------- | --------------------------------------------- | --------------------------------------------- |
|                                               |                                               |                                               |                                               |                                               |
| Румуни                                        | Румуни                                        |                                               | 399                                           | 92,8%                                         |
| Роми                                          | Роми                                          |                                               | 31                                            | 7,2%                                          |